# 本郷連隊区
本郷連隊区（ほんごうれんたいく）は、大日本帝国陸軍の連隊区の一つ。前身は本郷大隊区である。東京府の一部と埼玉県の一部の徴兵・召集等兵事事務を担任した。1941年（昭和16年）一府県一連隊区制に伴い廃止され、以後東京府は東京連隊区が、埼玉県は浦和連隊区が執り行った。

## 沿革
1888年（明治21年）5月14日、大隊区司令部条例（明治21年勅令第29号）により本郷大隊区が設置され、陸軍管区表（明治21年5月14日勅令第32号）により東京府の一部と埼玉県の一部で第一師管第二旅管に属した。
1896年（明治29年）4月1日、本郷大隊区は、連隊区司令部条例（明治29年勅令第56号）によって連隊区に改組された。陸軍管区表（明治29年3月16日勅令第24号）により定められた管轄区域は東京府の一部と埼玉県の一部で近衛師管に属した。この時、残りの東京府区域は第一師管麻布連隊区と同師管小笠原島警備隊区に属する。埼玉県の残り区域は第一師管高崎連隊区である。1899年（明治32年）4月1日、近衛師管が廃止され、本郷連隊区は再び第一師管に属した。1903年（明治36年）1月10日、司令部は庁舎模様替のため東京市小石川区小石川町の陸軍砲兵工科学校（東京砲兵工廠構内）内に仮移転。同年2月14日、再び師管と連隊区の間に旅管が設けられ本郷連隊区は第一師管第二旅管に属した。1903年3月8日、司令部は庁舎工事竣工により復帰し、9日より事務を開始。
日本陸軍の内地19個師団体制に対応するため陸軍管区表が改正（明治40年9月17日軍令陸第3号）され、1907年（明治40年） 10月1日に施行されたが、本郷連隊区では変更はなかった。
1925年（大正14年）4月6日、日本陸軍の第三次軍備整理に伴い陸軍管区表が改正（大正14年軍令陸第2号）され、同年5月1日、旅管は廃され引き続き第一師管の所属となった。また、管轄区域にもと第十四師管第二十八旅管熊谷連隊区の区域であった埼玉県大里郡と児玉郡が加えられた。
1940年（昭和15年）8月1日、本郷連隊区は東部軍管区東京師管に属することとなった。1941年4月1日、麻布連隊区から埼玉県区域を編入し、管轄区域は東京府の一部と埼玉県全域となった。同年11月1日、陸軍管区表の改定により、北海道を除き全国一府県一連隊区となり、本郷連隊区は廃され、東京府は東京連隊区、埼玉県は浦和連隊区の管轄となった。

## 管轄区域の変遷
1888年5月14日、陸軍管区表（明治21年勅令第32号）が制定され、本郷大隊区の管轄区域が次のとおり定められた。
- 東京府

本郷区・浅草区・下谷区・南葛飾郡・本所区・深川区・南足立郡・北豊島郡
- 埼玉県

北足立郡・南埼玉郡・北埼玉郡・中葛飾郡・北葛飾郡・新座郡
1896年4月1日、本郷連隊区へ改組され近衛師管に属した。この時には管轄区域の変更はなかったが、同年12月、郡制施行による郡の統廃合により陸軍管区表が改正（明治29年12月4日勅令第381号）され、1897年（明治30年）4月1日に埼玉県北足立郡・新座郡を北足立郡に、中葛飾郡・北葛飾郡を北葛飾郡に変更した。この時点での管轄区域は次のとおり。
- 東京府

本郷区・浅草区・下谷区・南葛飾郡・本所区・深川区・南足立郡・北豊島郡
- 埼玉県

北足立郡・南埼玉郡・北埼玉郡・北葛飾郡
1925年5月1日、管轄区域が改められ、本郷連隊区に旧熊谷連隊区の区域であった埼玉県大里郡と児玉郡が加えられる。この時点での管轄区域は次のとおり。
- 東京府

本郷区・下谷区・浅草区・本所区・深川区・北豊島郡・南足立郡・南葛飾郡
- 埼玉県

北足立郡・南埼玉郡・北埼玉郡・北葛飾郡・大里郡・児玉郡
1932年（昭和7年）10月1日、北豊島郡・南足立郡・南葛飾郡を新たに編成された10区に変更した。この時点の管轄区域は次のとおり。
- 東京府

本郷区・下谷区・浅草区・本所区・深川区・豊島区・滝野川区・荒川区・王子区・板橋区・足立区・向島区・城東区・葛飾区・江戸川区
- 埼玉県

北足立郡・南埼玉郡・北埼玉郡・北葛飾郡・大里郡・児玉郡
1934年（昭和9年）3月7日、管轄区域に埼玉県熊谷市・川口市・浦和市を加えた。
1941年（昭和16年）4月1日、麻布連隊区から埼玉県川越市・入間郡・比企郡・秩父郡を編入し、埼玉県全域を管轄とした。同年11月1日、本郷連隊区が廃止され、旧管轄区域は東京府区域を東京連隊区へ、埼玉県区域を浦和連隊区へ移管した。

## 司令官
本郷大隊区
- 吉村守廉 歩兵少佐：1888年5月14日 -
- 根岸栄 歩兵少佐：1895年6月8日[14] - 1895年8月21日[15]
- 岩崎之紀 歩兵中佐：1895年8月21日[15] -

本郷連隊区
- 平尾信寿 輜重兵中佐：1899年12月1日 - 1902年5月1日
- 平尾信寿 後備輜重兵中佐：1902年5月1日 - 1902年9月30日
- 梅地庸之丞 歩兵中佐：1902年9月30日 -
- 梅地庸之丞 歩兵大佐：1903年1月13日 - 1905年1月27日
- 大久保直道 歩兵大佐：不詳 - 1906年3月14日
- 梅地庸之丞 歩兵大佐：不詳 - 1907年3月15日
- 椿冕 歩兵中佐：1907年3月15日 - 1910年11月30日
- 土橋彪 歩兵中佐：1910年11月30日 - 1912年9月28日
- 市瀬敬三郎 歩兵大佐：1912年9月28日 - 1913年8月31日
- 井戸川辰三 歩兵大佐：1913年8月31日 - 1915年4月12日
- 奥平俊蔵 歩兵中佐：1915年4月12日 - 1916年8月18日
- 中村安喜 歩兵中佐：1916年8月18日 - 1918年7月24日[16]
- 鳥谷章 歩兵中佐：1918年7月24日[16] - 1919年7月25日
- 武川寿輔 歩兵大佐：1919年7月25日 -
- 生島駿 歩兵大佐：1921年頃 - 1922年8月15日[17]
- 西郷従徳 歩兵大佐：1922年8月15日[17] - 1923年8月6日[18]
- 石坂弘毅 歩兵大佐：1923年8月6日[18] -
- 谷実夫 歩兵中佐：1928年3月8日 - 1929年8月1日[19]
- 吉住良輔 歩兵大佐：1930年8月1日 - 1931年8月1日
- 吉村憬 歩兵大佐：1931年8月1日 - 1933年3月18日[20]
- 篠原三郎 歩兵大佐：1933年3月18日 - 1934年3月5日[21]
- 山口三郎 歩兵大佐：1934年3月5日[22] -
- 奈良晃 歩兵大佐：1935年8月1日 - 1936年12月3日
- 行徳守治 歩兵大佐：1936年12月3日[23] -
- 両角業作 歩兵大佐：1938年12月10日 - 1940年9月24日
- 柳川真一 大佐：1940年9月24日[24] -